# Mosquée Sidi Amar Kammoun

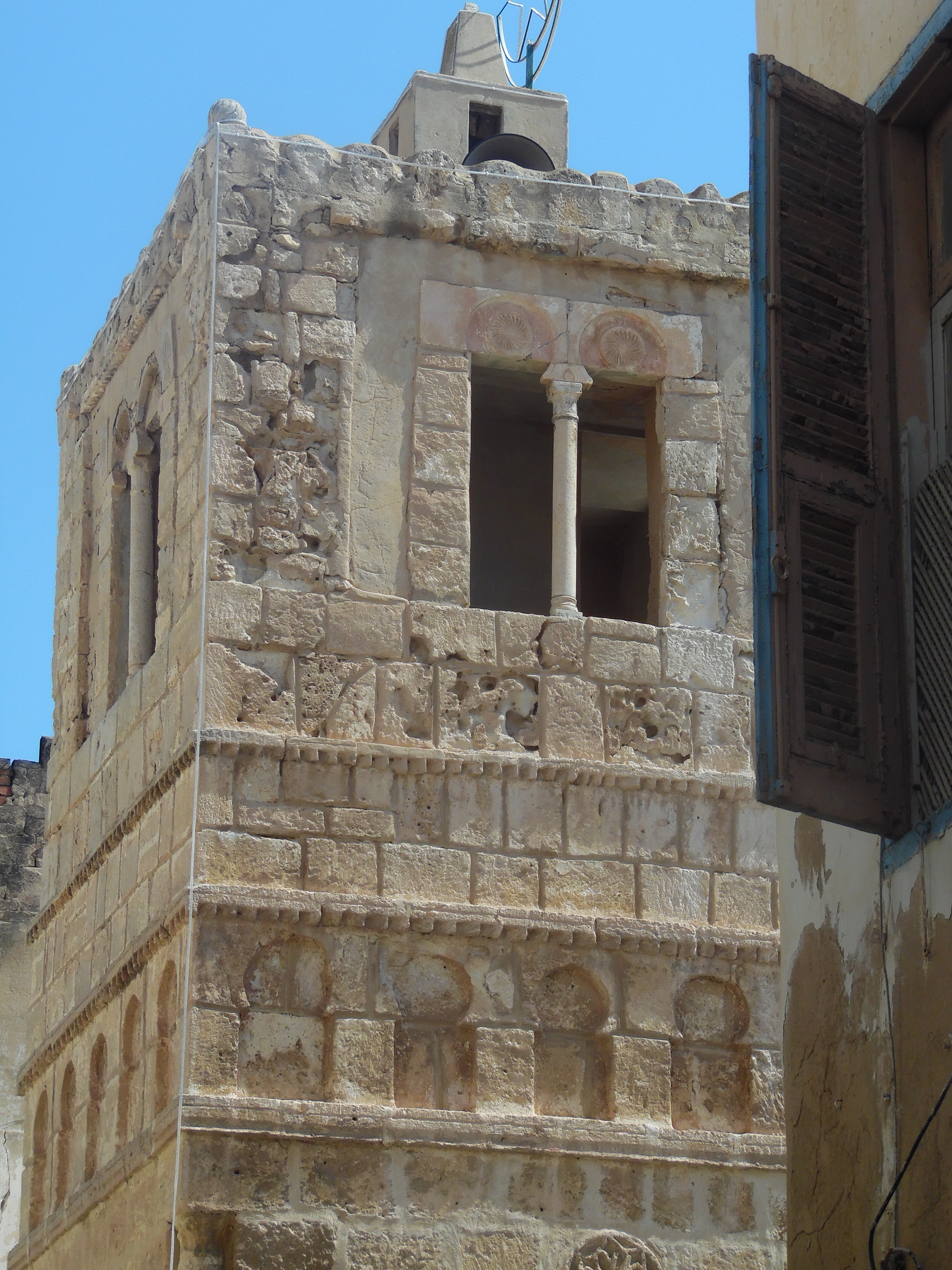
Minaret de la mosquée Sidi Amar Kammoun

La mosquée Sidi Amar Kammoun (arabe : جامع سيدي عمر كمون) est l'une des mosquées de la médina de Sfax.

## Localisation
Le monument se trouve sur la rue Borj Ennar et fait partie du mausolée Sidi Amar Kammoun.

## Histoire
La mosquée est bâtie en 1630 sur l'ordre de Mourad Bey. Le minaret est ajouté en 1659 grâce aux dons du saint Sidi Amor Kammoun lui-même.
À part sa fonction religieuse, le bâtiment joue un rôle défensif très important au vu de sa localisation stratégique qui permet la surveillance de toute la façade côtière de la médina à partir de son minaret.